# The Sims Carnival
The Sims Carnival — онлайн-сообщество, основанное на знаменитой серии игр The Sims, в котором можно создавать и публиковать свои игры, сделанные на заказ, созданные с помощью редактора игры на основе Flash. Основной целью является, чтобы позволить игрокам представить себя в роли геймдизайнера. Игра была создана на фоне большой популярности игр The Sims среди сообщества моддеров, идея The Sims Carnival заключается в том, что сам игрок выступает в роли моддера или разработчика.

## Мини-игры
Две игры были реализованы в декабре 2007 года, и доступны для скачивания на веб-сайте EA.
- BumperBlast. Игра в жанре Экшн;
- SnapCity, одиночная игра, симулятор градостроительства, основанный на геймплее, который используется в игре SimCity. Главное отличие - жанр игры: помимо симулятора градостроительства, эта игра имеет также жанр головоломки. Игра получила 4.5 баллов из 10 возможных на GameSpot[2].

## Распространение
Данное онлайн-сообщество получило распространение, в частности, он заинтересовал СМИ, такие как 1UP, Joystiq, Kotaku, IGN, MTV News, Gameplanet, PC Magazine и другие.